# Xã Hough, Quận New Madrid, Missouri
Xã Hough (tiếng Anh: Hough Township) là một xã thuộc quận New Madrid, tiểu bang Missouri, Hoa Kỳ. Năm 2010, dân số của xã này là 16 người.